# Gdzie diabeł mówi dobranoc (serial telewizyjny)
Gdzie diabeł mówi dobranoc (ang. Rabbit Fall, 2007–2008) – kanadyjski serial kryminalny nadawany przez stacje Space, APTN i SCN. Jego światowa premiera miała miejsce 9 listopada 2007 roku, natomiast w Polsce odbyła się 1 czerwca 2011 roku.

## Opis fabuły
W wyniku niefortunnej, zawodowej wpadki, policjantka Tara Wheaton (Andrea Menard) zostaje przeniesiona z Toronto do prowincjonalnego miasteczka Rabbit Fall na północy Kanady. W spokojnej z pozoru miejscowości coraz częściej dochodzi do niewytłumaczalnych zdarzeń. Gdy w niewyjaśnionych okolicznościach giną kolejne osoby, mieszkańcy są przekonani, że stoją za tym siły nie z tego świata. Czy Tarze, nie wierzącej w siły nadprzyrodzone, uda się rozwikłać zagadkę i znaleźć sprawców brutalnych zbrodni?

## Obsada
- Andrea Menard jako Tara Wheaton
- Kevin Jubinville jako Bob Venton
- Peter Kelly Gaudreault jako Ollie Frenette
- Patrick Bird jako Simon Blackhorse
- Booth Savage jako Stanton Martinsky
- Peter Stebbings jako Harley McPherson

i inni